# Wolf (groupe)
Pour les articles homonymes, voir Wolf.
Wolf est un groupe de heavy metal suédois, originaire de Örebro. Formé en 1995, ils comptent six albums.

## Biographie

### Débuts (1995–2002)
Wolf est formé en 1995 à Örebro. Composé du chanteur et guitariste Niklas Stålvind, du bassiste Mikael Goding et du batteur Daniel Bergkvist, cette formation débute donc en 1995 avec deux démos intitulées Devil Eyes et Damnation, suivies en 1996 par The Hills Have Eyes et Hell is for Children de Pat Benatar. En 1997, ils recrutent Bergkvist du groupe The Killers. Ils enregistrent un premier single intitulé The Howling Scares Me to Death, publié en août 1999 au label Beast ; il est suivi par In the Shadow of Steel en novembre 1999. 
Ils enregistrent et publient leur premier album éponyme en avril 2000, produit par Peter Tägtgren. Il comprend la chanson Moonlight qui est accompagné de son propre clip vidéo. Ils recrutent en 2001 un second guitariste, Henrik Johansson,, pour l'EP Moonlight, qu'ils remplacent vite par Johan « Blade » Bülow, ancien membre de Dreamgod et Fallen Angel, pour leur deuxième album. Ce deuxième album, intitulé Black Wings, encore une fois produit par Peter Tägtgren, comprend une reprise de la chanson A Dangerous Meeting de Mercyful Fate. Ils signent ensuite au label Hellion Records pour une distribution de l'album au Brésil, et avec Irond pour la Russie. 
En août 2002, Johan Bülow, quittant le groupe pour former le groupe Chain of Hate, est remplacé par Johannes Losback (Decameron, Seventh One). En décembre 2002, le label British Rage of Achilles édite un vinyle en édition limitée du single Night Stalker et une réédition de Die By the Sword de Slayer.

### PériodeEvil Star(2003–2009)
Wolf participe à la tournée Heavy Metal Thunder de janvier 2003 aux côtés de Nocturnal Rites et Evidence One, puis joue en Amérique du Nord. En novembre 2003, Wolf revient aux  Abyss Studios pour enregistrer un nouvel album intitulé Evil Star. Il est publié en février 2004, et comprend les reprises (Don't Fear) the Reaper de Blue Öyster Cult, Die By the Sword de Slayer, et I'm Not Afraid of Life des Ramones. Pour Evil Star, le groupe signe un contrat de distribution européenne avec le label allemand Massacre Records, et nord-américaine avec Prosthetic Records. Wolf participe ensuite exclusivement au 34.000 Ton Metal Cruise le 25 septembre 2004, avec des groupes comme Skyclad.
En 2005, Evil Star sort en format vinyle au label Immortal Vinyl Records. Il est limité à 500 exemplaires, et comprend la chanson bonus Déjà vu. Wolf signe un nouveau contrat avec le label Century Media Records et prévoit un album pour 2006. Le groupe entre au Studio Fredman de Gothenburg en juin avec le producteur Fredrik Nordström pour enregistrer leur nouvel album The Black Flame. Ils jouent des concerts en avril 2007 aux Pays-Bas, puis en Scandinavie en avril et mai 2007 aux côtés de Kreator et Celtic Frost. Le groupe doit cependant écourter sa tournée à cause d'une infection aux cordes vocales de Niklas Stålvind. Ils jouent les 6 et 9 juin au Sweden Rock Festival.
En 2008, le groupe reprend la chanson Alma Mater de Moonspell pour la compilation Covering 20 Years of Extremes. La même année, le groupe se sépare du batteur Tobias « Hammershark » Kellgren et le remplace par Uno « Piranha » Bruniusson du groupe In Solitude. Le 17 septembre 2008, ils entrent à nouveau en studio pour l'enregistrement de cinquième album intitulé Ravenous. Le groupe joue au festival Muskelrock le 13 juin 2009 à Tyrolen, vers Växjö.

### PériodeDevil Seed(depuis 2011)
En mars 2011, le groupe annonce la sortie internationale de son sixième album, Legions of Bastards, via Century Media Records. En juillet 2014, il sort le clip de la chanson Shark Attack, issue de son septième album à venir courant de l'année. L'album, Devil Seed est publié en août 2014 en Europe. Le style principal de l'album est le dark metal qui change du modern heavy metal très brutal qui était très présent autrefois dans les musiques du groupe[réf. nécessaire].

## Membres

### Membres actuels
- Niklas Stålvind - chant, guitare, cornemuse (depuis 1995)[8]
- Anders G Modd - basse (depuis 2007)
- Richard A Holmgren - batterie (depuis 2008)
- Simon Johansson - guitare (depuis 2011)

### Anciens membres
- Henrik Y Johansson - guitare (1999-2000)
- Johan Bülow - guitare (2000-2002)
- Daniel Bergkvist - batterie (1995–2005)
- Mikael Goding - basse (1995–2007)
- Tobias Kellgren - batterie (2005–2008)
- Johannes Losbäck - guitare, chœurs (2005–2011)

## Discographie

### Albums studio
- 2000 : Wolf
- 2002 : Black Wings
- 2004 : Evil Star
- 2006 : The Black Flame
- 2009 : Ravenous
- 2011 : Legions of Bastards
- 2014 : Devil Seed
- 2022 : Shadowland